# Wężewo (powiat olecki)
Wężewo (dawniej niem. Wensöwen) – wieś w Polsce położona w województwie warmińsko-mazurskim, w powiecie oleckim, w gminie Kowale Oleckie. W latach 1975–1998 miejscowość należała administracyjnie do województwa suwalskiego.

## Historia
Wieś założona 24 grudnia 1562 roku, gdy książę Albrecht nadał 4 włóki boru Jerzemu von Nositzowi na prawie lennym z sądownictwem wyższym i niższym. Z dokumentów wynika jednak, że miejscowość ta istniała co najmniej dwa lata wcześniej.
Majątek ziemski Wężewo w XVII i XVIII wieku należał do polskich rodzin szlacheckich Bieniewskich i Ciesielskich. Na początku XIX wieku miejscowość ta składała się z dworu i wsi szlacheckiej.
Do wsi należały w różnych okresach osady: Żmijewo, Żydy i Karolówka. W 1938 roku we wsi było 560 mieszkańców. Obowiązywała wtedy niemiecka nazwa Eibenau, wprowadzona w 1938 r. w ramach akcji germanizacyjnej.
W pobliżu osady znajduje się grodzisko Jaćwingów.

## Zabytki
- dwór z XIX w. bezstylowy, wybudowany na planie mocno wydłużonego prostokąta, w otoczeniu pozostałości parku[3]